# چکاوک بیشه برمه‌ای
چکاوک بیشه برمه‌ای (نام علمی: Mirafra microptera) نام یک گونه از سرده جل‌ها است.